# Alissa Zoubritski
Pour les articles homonymes, voir Alissa (homonymie).
Alissa Zoubritski, [musique classique|], est une pianiste franco-moldave.

## Biographie
Premier prix du conservatoire à rayonnement régional de Paris à seize ans, dans la classe de Pierre Réach, puis du conservatoire national supérieur de musique et de danse de Lyon, dans la classe de Géry Moutier et Patrick Zygmanovsky, elle suit parallèlement l'enseignement de Rena Shereshevskaya, dans sa classe de perfectionnement au Conservatoire à rayonnement départemental de Colmar et d'Anne Queffelec à l’École normale de musique de Paris, ainsi que les conseils de maîtres tels que Paul Badura-Skoda, Aldo Ciccolini, Vladimir Krainev ou Lev Naoumov.
En 2005, elle est reçue, à l’unanimité, en cycle de perfectionnement au conservatoire national supérieur de musique et de danse de Lyon, et forme, la même année, le duo de piano Andraly avec Alexandra Joan, au sein de la classe de musique de chambre de Claire Désert et Ami Flamer, au Conservatoire national supérieur de Paris dont elle sort avec un premier prix de musique de chambre en 2007.
Lauréate de plusieurs concours internationaux tels que le Concours international de piano de Vulaines-sur-Seine, le Concours international de Nuremberg, le Concours international de piano d'Île-de-France, Alissa Zoubritski entame une carrière de soliste et de chambriste, se produisant dans le cadre de festivals tels que le Festival de Radio France et Montpellier Languedoc Roussillon, La Folle Journée de Nantes, le Festival de La Roque-d'Anthéron, Piano en Saintonge, mais aussi à  l’auditorium de l’Unesco, au Théâtre Mogador, à l'amphithéâtre de l'Opéra Bastille, Salle Cortot, à l'église Saint-Merri de Paris, à l'amphithéâtre de l’Opéra national de Lyon, au Théâtre de Belfort, au King's hall de Londres. 
Elle est également invitée à jouer, en tant que soliste, avec l’orchestre symphonique de Kichinev et l’orchestre Collegium de Mulhouse. Elle interprète le répertoire lyrique en partenariat avec la soprano Sophie Boyer et la mezzo-soprano Diana Axentii.
Après un bref passage à la Guildhall School of Music and Drama de Londres dans la classe de Paul Roberts, pianiste et écrivain spécialiste de la musique impressionniste française, elle élargit ses connaissances dans la classe d'accompagnement vocal notamment auprès de Graham Johnson et Malcolm Martineau.
En novembre 2008, Alissa devient lauréate de la Bourse de la vocation Bleustein-Blanchet et se produit à cette occasion au Théâtre Marigny.
En 2009, elle est l'invitée des Rencontres musicales de Varsovie, pour une masterclass, suivie d'un récital consacré à Debussy et du Festival de musique de chambre de Paxos, en Grèce.

## Pour approfondir